# Вассеркуппе
Вассеркуппе (нем. Wasserkuppe) — гора в центральной части Германии. Наивысшая точка горного массива Рён высотой 950 м над уровнем моря.
Расположена в 5,3 км к северу от города Герсфельд в районе Фульда административного округа Кассель федеральной земли Гессен. Рядом юго-западнее находятся деревни Поппенхаузен (Вассеркуппе) (4,7 км) и Эренберг (5 км восточнее).
Гора Вассеркуппе считается колыбелью немецкого планеризма. В 1911 году здесь начались первые полёты на планерах, интерес к планеризму в Германии значительно увеличился после 1918 года, когда Версальский договор ограничил производство или использование воздушных судов в Германии. С 1920 года на Вассеркуппе проводились ежегодные соревнования по планеризму, что привело к установлению ряда рекордов по высоте, дистанции и продолжительности полетов на планерах. В 1922 году Артур Мартенс стал первым пилотом планера, который использовал восходящий поток, поднимающийся вдоль горного склона, чтобы оставаться в воздухе в течение длительного периода. Затем он основал первую в мире экспериментальную школу планера в Вассеркуппе.
Сейчас в хорошую погоду здесь собирается много моторных и безмоторных планёров, дельтапланеров и парапланеров.

## Серия почтовых марок Германии, посвящённых горе Вассеркуппе 1993 года
- Полёты на планерах на Вассеркуппе